# Монастырь Гомионица
Монастырь Гомионица (серб. Манастир Гомионица, босн. и хорв. Manastir Gomionica) в честь Введения во храм Пресвятой Богородицы  — монастырь Баня-Лукской епархии Сербской православной церкви в селе Кмечани общине Баня-Лука Республики Сербской Боснии и Герцеговины.

## История
Точная дата основания монастыря не известна. Существуют три народных предания об основании монастыря. Согласно первому, он был задужбиной Стефана Немани и Святого Саввы. Согласно второму, его воздвигла Мара, жена султана или австрийского правителя. В ней исследователи видят либо Мару, дочь деспота Джураджа Бранковича и жену султана Мурада II, либо Мару, дочь деспота Йована и супругу Фердинанда Франкопана. Однако источники не сообщают о их связях с монастырем. Согласно третьему преданию, монастырь воздвиг князь Обрад, бывший на турецкой службе и отличившийся при взятии Бихача.
Турецкий дефтер 1536 года упоминает игумена Андрея, управляющего монастырём 24-й год. В конце XVII века, в ходе Великой Турецкой войны, монастырь был заброшен. Братия жила в банатском монастыре Ходош до 1714 года. В 1738 году, опасаясь мести турецких войск, монахи переселяются в славонский монастырь Пакра, где жили до 1747 года. В XVIII и XIX веках монастырь несколько раз обновлялся. 
Во время Второй Мировой войны монастырь серьезно пострадал. 9 декабря 1941 года монастырь подвергся немецкой бомбардировке: пострадали братский корпус и здание школы. В том же году усташами был убит игумен Серафим (Штркич). С 1951 года здесь под надзором югославского МВД проживал епископ Варнава (Настич). В 1953 году монастырь был преобразован в женский. После войны в Боснии и Герцеговине монастырь был отреставрирован и освящён 21 сентября 1998 года. 
С 1973 по 2014 год игуменией была Евфимия (Максимович). В 2006 году в монастыре было 12 насельниц.